# إرنست هاينريش فريدريش ماير
إرنست هاينريش فريدريش ماير (1791-1858) (بالألمانية: Ernst Heinrich Friedrich Meyer) هو عالم نبات ألماني.